# Юг Дюфур
Юг Дюфур (фр. Hugues Dufourt, нар. 28 вересня 1943, Ліон) — французький композитор, музикознавець та філософ, один із засновників спектральної музики

## Біографія
Музичну освіту отримав у Женевській Консерваторії, де навчався у класі фортепіано Луї Гільтбранта (1961—1968) та вивчав композицію та електро-акустичну музику під керівництвом Жака Гійоне. Паралельно вивчав філософію, був учнем Франсуа Гагоне та Жиля Делеза.
У 1967 почав викладати філософію у Ліонському університеті. У 1973 вступає до CNRS (Національний центр наукових досліджень). У 1975—1981 є учасником ансамблю L'Itinéraire. У 1977 разом з Трістаном Мюраєм та Аленом Банкаром засновує «Колектив інструментальних пошуків та звукового синтезу» CRISS (Collectif de Recherche Instrumentale et de Syntèse Sonore).
У 1977 ансамблем Percussions de Strasbourg під орудою Джузеппе Сінополі було виконано твір Erewhon. У 1979 в дослідницькому інституті IRCAM під керівництвом Петера Етвеша — «Сатурн» для 24 інструментів. З 1982 по 1998 рік Дюфур очолював Центр інформації та документації «Музичних досліджень», який став спільним дослідницьким підрозділом за участю CNRS, Еколь Нормаль та IRCAM.

## Творчість
У 1970 роки Дюфур був одним із засновників спектральної музики, в основі якої лежить детальний аналіз внутрішнього життя звуку, що візуалізоване через спектрограму за допомогою комп'ютера. Еволюція формант гармонічного спектру береться за модель, яку композитор може інструментувати чи вільно використовувати як звуковий матеріал твору. Дюфур є теоретиком даного напрямку, саме він запропонував термін «спектральна музика». Дюфур протиставляє спектральну музику серійній. На відміну від серійної музики, яка є «мистецтвом яскравості і контрасту» і базується на насильстві, спектральна музика прагне до безперервності, повільних трансформацій та переходів. Дюфур як композитор виходить з більш широкого та абстрактного визначення спектру — його більше приваблюють не стільки нові фарби, як нестабільність, яку тембр вносить в мистецтво оркестрування і можливість створення форм через еволюцію мас та розривів. Він експериментує з нетрадиційними «неортодоксальними» дублюваннями, поєднує тембри, які, згідно з класичним інструментуванням, не поєднуються.
Багато творів Дюфура написані під впливом картин видатних художників різних епох, таких як Брейгель, Джорджоне, Рембрандт, Пуссен, Ван Гог, Поллок та ін.

## Основні твори
- 1968 — Brisants для фортепіано та ансамблю
- 1976 — Erewhon для 6 ударних
- 1977 — La Tempête d'après Giorgione для ансамблю
- 1978 — Antiphysis для флейти та камерного ансамблю
- 1979 — Saturne для 24 музикантів
- 1980–1984 — Surgir для оркестру
- 1985 — La mort de Procris для 12 мішаних голосів a cappella
- 1986 — Hommage à Charles Nègre для 6 музикантів
- 1986 — L'Heure des Traces для камерного ансамблю
- 1992 — Le Philosophe selon Rembrandt для оркестру
- 1992–1993 — Lucifer d'après Pollock для оркестру
- 1993 — Quatuor de Saxophones
- 1995 — An Schwager Kronos для фортепіано
- 1995 — Dédale опера
- 1996 — L'Espace aux Ombres для 16 музикантів
- 1996–1997 — La maison du Sourd для флейти з оркестром
- 1997 — La Cité des saules для електрогітари
- 2000 — Rastlose Liebe для фортепіано
- 2000 — Lucifer d'après Pollock для оркестру
- 2001 — La Gondole sur la lagune d'après Guardi для оркестру
- 2001 — Les Chasseurs dans la neige d'après Bruegel для оркестру
- 2003–2004 — Le Cyprès blanc для альта і великого оркестру
- 2004 — L'Origine du monde для фортепіано та 14 інструментів
- 2005 — L'Afrique d'après Tiepolo для фортепіано та ансамблю
- 2005 — Soleil de proie для двох фортепіано
- 2006 — Erlkönig для фортепіано
- 2006 — Au plus haut faîte de l'instant для гобоя з оркестром
- 2008 — Duel à coups de gourdin для флейти
- 2008 — La ligne gravissant la chute. Hommage à Chopin для фортепіано
- 2008 — Dawn Flight для струнного квартету
- 2009 — L'Asie d'après Tiepolo для ансамблю
- 2009 — Les Chardons d'après Van Gogh для альта та камерного оркестру
- 2010 — Uneasiness для струнного квартету
- 2010 — Voyage par-delà les fleuves et les monts для оркестру
- 2010 — L'Essence intime des choses pour для мецо-сопрано та фортепіано
- 2010 — La Sieste du lettré для флейти, фортепіано та вібрафона
- 2011 — L'Europe d'après Tiepolo для ансамблю
- 2011 — Vent d'automne для фортепіано
- 2012 — On the wings of the morning для фортепіано з оркестром
- 2014 — Burning Bright для шести перкусіоністів
- 2014 — These livid flames для органа
- 2015 — Le Passage du Styx d'après Patinir для великого оркестру
- 2016 — Ur-Geräusch для великого оркестру